# Drepanicus schajovskoyi
Drepanicus schajovskoyi là một loài côn trùng trong họ Mantispidae thuộc bộ Neuroptera. Loài này được Williner & Kormilev miêu tả năm 1958.